# Мюррей Міднік
Мюррей Міднік (нар. 1939) - американський драматург і поет. Найбільш відомий як засновник майстерні / фестивалю драматургів «Падуанські пагорби», де він працював художнім керівником з 1978 по 1995 рік. Він отримав численні нагороди за свої п'єси, серед яких два гранти Рокфеллера та премію OBIE. 

## Життя та кар’єра
Народжений у 1939 році в сім'ї з єврейським корінням, Міднік відвідував Бруклінський коледж і був залучений у нью-йоркську компанію Theatre Genesis, де була поставлена велика частина його ранньої роботи. Зрештою, він був призначений на посаду другого художнього режисера в 1970 році. У 1974 році Медник переїхав до Лос-Анджелеса після виселення зі своєї квартири під час поїздки в Юкатан на грант Гуггенхайма. 
У 1978 році Міднік заснував довгострокову літню майстерню «Майстерня драматургів Падуа-Хіллз» за рахунок фінансування від університету Лаверн, де він в цей час викладав. Семінар мав бути продовженням його співпраці з Ральфом Куком, його наставником та засновником Theatre Genesis. У своєму вченні в Падуа Міднік підкреслював сильну основу в театральній та літературній історії, зокрема стародавніх греків, Шекспіра та Беккета . Мова була особливо важливою. В інтерв'ю 2001 року Міднік заявив, що вчення Падуа "базувалося на літературних знаннях із серйозністю мети, не обов'язково комерційної. І написання, і акторська майстерність - це як реалізм плюс. Звичайні обміни життя ставляться до приводу, який їх посилює. Діалог - це дійсно дія; у нього є власне життя. Історія відображається діалогом. "  Помітними учасниками семінару / фестивалю були Марія Ірен Форнс, Сем Шепард, Джон Степплінг, Джон О'Кіф, Джон Робін Байц та Келлі Стюарт ". 
Падуа припинила свою діяльність у 1995 році і знову була відтворена в 2001 році, відбувши прем'єру трьох творів Мідніка в рамках данини, що вшановує впливових місцевих драматургів. 
Згадується, що Міднік вплинув на інших драматургів, серед яких Сем Шепард, Едуардо Мачадо та Девід Скотт Мілтон . Мюррей Міднік познайомився з Семом Шеппардом у 1965 році. Вони заснували гурт під назвою "The Heavy Metal Kid". Мюррей Міднік був режисером-постановником п'єси Сема Шепарда "Action", де в головній ролі зіграла Патті Сміт .  Міднік і Шеппард були частиною руху Off-Off в Нью-Йорку.  [Архівовано 24 серпня 2019 у Wayback Machine.] 

## Праці
Поточні постановки Мідніка включають п'єсу "Маяковський та Сталін" , прем’єра якої відбулася в Лос-Анджелесі, починаючи з жовтня 2018 року, і перейде в театр Cherry Lane в Нью-Йорку, 2019.  [Архівовано 18 січня 2020 у Wayback Machine.] П'єси Гері (8 окремих творів / прем’єра в Лос-Анджелесі 2017)  [Архівовано 11 листопада 2020 у Wayback Machine.], Віллон ( прем’єра в Лос-Анджелесі, 2014). Минулі постановки включають "Шрам" (у головній ролі Ед Харріс ), автобіографічний серіал "16 Звичок", "Джо та Бетті" (про важкий шлюб його батьків, у головних ролях Джон Діль та Аннабель Гурвіч, що виступали в Нью-Йорку, починаючи з червня 2002 року), та Місіс Фойерстін  , а також "Пісок", "Яструб", "Федунн" (продюсер – театр Одрі Скірбалл-Кеніса), "Цикл Койота", ряд одноактних п'єс, які виконуються на відкритому повітрі з ранку аж до світанку, з участю чотирьох символів, таких як Бабуся-павук, що змальовані з традиційного фольклору корінних американців. Персонаж Койота також був показаний у « Руйнуванні четвертого світу», частині серії 2009 року, виконаній драматургами Падуа . 
Його опубліковані п'єси включають "VILLON та інші п'єси" (2016), "Hipsters in Distress" (2005), "Three Plays" (2003), "Цикл Койота" (1993), опубліковані виданням Padua Hills Press. Його п'єсу "Switchback" було опубліковано в 1997 році (Sun and Moon Press). Антологізовані п’єси включають Freeze, The Deer Kill, Willie the Germ, The Hawk, Sand, Switchback, Taxes та ін. 

## Нагороди та визнання
Міднік є одержувачем двох грантів Фонду Рокфеллера, стипендії Гуггенхайма, OBIE ( The Dee Kill ), кількох нагород Bay Area Critics Award, двох премій Щотижневика LA Weekly за драматургію (за "Диктатора" та "Федунн" ), премії Асоціаціх4ї критиків Американського Театру (за "Джо та Бетті "), премія «Досягнення за все життя» від «Театру Лос-Анджелес» за видатний внесок у театр Лос-Анджелеса, премія Гарленду  «Місцевий герой» від «Back Stage West» за відмінне частину роботи, премія за кар’єрні досягнення від LA Weekly та Найпрестижніша честь Лос-Анджелесського драматичного критика, премія Маргарет Харфорд за "Сталу майстерність у театрі". 
| Назва                     | Рік       | Місто                                  |
| ------------------------- | --------- | -------------------------------------- |
| Пісок                     | 1968 рік  | NY                                     |
| Яструб                    | 1969 рік  | NY                                     |
| Тінь дозріває             | 1969 рік  | Сан - Дієго                            |
| Віллі Герма               | 1970 рік  | NY                                     |
| Мисливець                 | 1970 рік  | NY                                     |
| Ти шукаєш?                | 1972 рік  | NY                                     |
| Вбивство оленів           | 1972 рік  | NY                                     |
| Цикл Койота               | 1978-1988 | LA, Сан-Франциско, Санта-Фе, Йогасовія |
| Шрам                      | 1977 рік  | Лос-Анджелес                           |
| Актори Делікатесу         | 1984 рік  | NY                                     |
| Shatter 'n Wade           | 1990 рік  | Л.А.                                   |
| Шкідники                  | 1991 рік  | Л.А.                                   |
| Голови                    | 1991 рік  | Л.А.                                   |
| Паморозь                  | 1995 рік  | Л.А.                                   |
| Дитино, Ісусе!            | 1996 рік  | Л.А.                                   |
| Вимикач                   | 1997 рік  | Л.А.                                   |
| Тирада на трьох           | 1997 рік  | Л.А.                                   |
| Диктатор                  | 1997 рік  | Л.А.                                   |
| Г–Ном                     | 1997 рік  | Л.А.                                   |
| Джо і Бетті               | 2001-2002 | LA, NY, Тель-Авів                      |
| Місіс. Фойерстін          | 2001 рік  | LA, NY                                 |
| 16 звичок                 | 2001 рік  | Л.А.                                   |
| Федунн                    | 2002 рік  | Л.А.                                   |
| Руйнування 4-ого Світу    | 2004 рік  | Л.А.                                   |
| Прогулянка Гарі           | 2005 рік  | Л.А.                                   |
| Дівчина на ліжку          | 2005 рік  | Л.А.                                   |
| Абсолютно несподівано     | 2007 рік  | Л.А.                                   |
| Кошмарне прослуховування  | 2008 рік  | Л.А.                                   |
| Істоірія Чарльза          | 2009 рік  | Л.А.                                   |
| Тато О вмирає добре       | 2011 рік  | Л.А.                                   |
| Дурень і Червона королева | 2011 рік  | Л.А.                                   |
| Вільйон                   | 2014 рік  | Л.А.                                   |
| Серія п'єс Гері (7 п'єс)  | 2015-2017 | Л.А.                                   |
| Маяковський і Сталін      | 2018-2019 | LA, NY                                 |

## Зовнішні посилання
- Інформація про нагороди відзначена на конспекті Barnes & Noble «Три п’єси» [Архівовано 17 травня 2006 у Wayback Machine.]
- IMDB
- Біографічні подробиці з офіційного сайту «Дівчина на ліжку» [Архівовано 4 серпня 2020 у Wayback Machine.]
- Нові твори Мюррея Мідника
- Архів Лортеля